# Хефнер, Райнхард
Райнхард Хефнер (нем. Reinhard Häfner; 2 февраля 1952, Зоннеберг — 24 октября 2016, Дрезден) — немецкий футболист, правый полузащитник, игрок сборной ГДР, и футбольный тренер.

## Биография

### Клубная карьера
Воспитанник клуба «БСГ Мотор Зоннеберг» из своего родного города. В 1968 году перешёл в «Рот-Вайсс» из Эрфурта. В его составе в сезоне 1970/71 дебютировал в высшем дивизионе чемпионата ГДР, первый матч сыграл против берлинского «Униона» (1:4). Всего в своём первом сезоне принял участие в 25 матчах из 26 сыгранных командой, а его клуб вылетел из высшей лиги.
В 1971 году перешёл в дрезденское «Динамо», за которое выступал до конца карьеры. В составе «Динамо» сыграл 366 матчей в высшем дивизионе восточной Германии, и за это время выиграл четыре чемпионских титула и четыре Кубка ГДР. В составе динамовцев принял участие в 64 матчах европейских кубковых турниров. По количеству сыгранных матчей за «Динамо» в чемпионатах, занимал второе место в истории, уступая Хансу-Юргену Дёрнеру (400).

### Международная карьера
В 1970 году призван в молодёжную сборную ГДР, первый матч сыграл 18 марта 1970 против Австрии (4:1). В её составе в том же году выиграл неофициальный юношеский турнир УЕФА.
18 сентября 1971 года сыграл первый матч в составе взрослой сборной ГДР, выйдя на замену на 55-й минуте вместо Хеннинга Френцеля в матче против Мексики. Принимал участие в двух Олимпийских играх, в 1972 году, где сборная ГДР выиграла бронзу, и в 1976 году, когда восточногерманские футболисты стали победителями. В финальном матче турнира 1976 года забил один из голов в ворота сборной Польши, установив окончательный счёт 3:1.
Последний матч за сборную сыграл 12 сентября 1984 года против Греции (1:0). Всего на его счету 58 матчей и 5 голов, в том числе 54 матча / 4 гола в играх между первыми сборными.

### Тренерская карьера
В 1981 году он получил диплом тренера. Весной 1990 года, за несколько недель до конца чемпионата, он возглавил дрезденское «Динамо» после отставки Эдуарда Гайера, и привёл команду к победе в чемпионате и Кубке страны. В своём единственном полноценном сезоне (1990/91) был вынужден тренировать команду, которую покинули её лидеры, в том числе Ульф Кирстен и Маттиас Заммер, тем не менее, тренер привёл команду к серебряным медалям и «Динамо» квалифицировалось на следующий сезон в Бундеслигу объединённой Германии.
В 1993—1996 годах тренировал клуб второго дивизиона «Кемницер», затем работал с любительскими командами.

### Достижения

#### Как игрок
- Чемпион ГДР: 1973, 1976, 1977, 1978
- Обладатель Кубка ГДР: 1977, 1982, 1984, 1985
- Победитель Юношеского турнира УЕФА: 1970
- Олимпийский чемпион: 1976
- Бронзовый призёр Олимпийских игр: 1972

#### Как тренер
- Чемпион ГДР: 1990
- Обладатель Кубка ГДР: 1990